# Mistrovství světa v cyklokrosu 1950
1. mistrovství světa v cyklokrosu se konalo 4. března 1950 v Paříži ve Francii. Závodu se účastnilo 23 závodníků, z nichž 21 jich dojelo do cíle. Trať závodu byla dlouhá 23,25 km. Zlatou medaili vybojoval Jean Robic ve spurtu v cílové rovince před Rogerem Rondeauxem. S téměř dvouminutovou ztrátou dojel třetí Pierre Jodet. Všichni medailisté byli z Francie.

## Přehled
| Poř.             | Jméno                 | Čas          |
| Zlatá medaile    | Jean Robic            | 51 min 14 s  |
| Stříbrná medaile | Roger Rondeaux        | 0 min 00 s   |
| Bronzová medaile | Pierre Jodet          | + 1 min 58 s |
| 4                | Georges Meunier       | + 2 min 47 s |
| 5                | Nello Sforacchi       |              |
| 6                | Martin Metzger        |              |
| 7                | Sergio Toigo          |              |
| 8                | Georges Vandermeirsch |              |
| 9                | Roland Fantini        |              |
| 10               | Eugene Jacobs         |              |
| 11               | Louis Michiels        |              |
| 12               | Firmin Van Kerrebroek |              |
| 13               | Albert Meier          |              |
| 14               | Domenico Pinchi       |              |
| 15               | Luigi Malabrocca      |              |
| 16               | Pitty Scheer          |              |
| 17               | Jean Igel             |              |
| 18               | Roger Jacobs          |              |
| 19               | Fernand Bosseler      |              |
| 20               | Boleslas Czapala      |              |
| 21               | Christian Wosik       |              |
|                  | Antonie Frankowski    | nedokončil   |
|                  | Max Breu              | nedokončil   |